# Stylobate

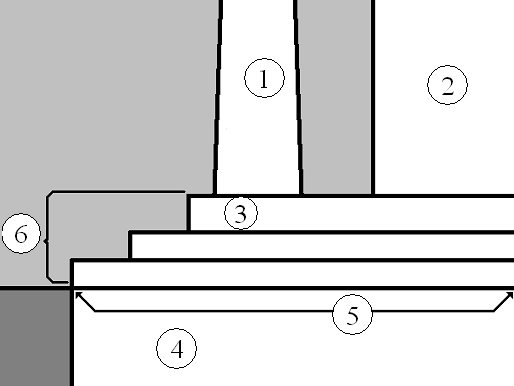
Parties inférieures d'un temple antique. 1 : colonne. 2 : mur, 3 : stylobate ou toichobate. 4 : stéréobate. 5 : euthynteria. 6 : crépis.

Un stylobate en architecture désigne : 
- un piédestal supportant une colonnade, comportant moulure, base et corniche régnant sur le pourtour d’un édifice ;
- le degré supérieur constituant l'emmarchement dans certains cas d'architecture grecque avec péristyle ou faux-péristyle de pilastres ;
- un soubassement décoré de moulures et formant un avant-corps suivant les ressauts d’une façade. Certains soubassements réunis et continus sont dénommés stéréobate ;
- un soubassement sous forme de haute plinthe de 25-30 cm que l'on trouve au pied des murs intérieurs avec un sommet mouluré (source : DICOBAT[source insuffisante]) ;
- une plinthe rampante placée du côté du mur pour dissimuler son raccord avec les marches et les contremarches d'un escalier[1].

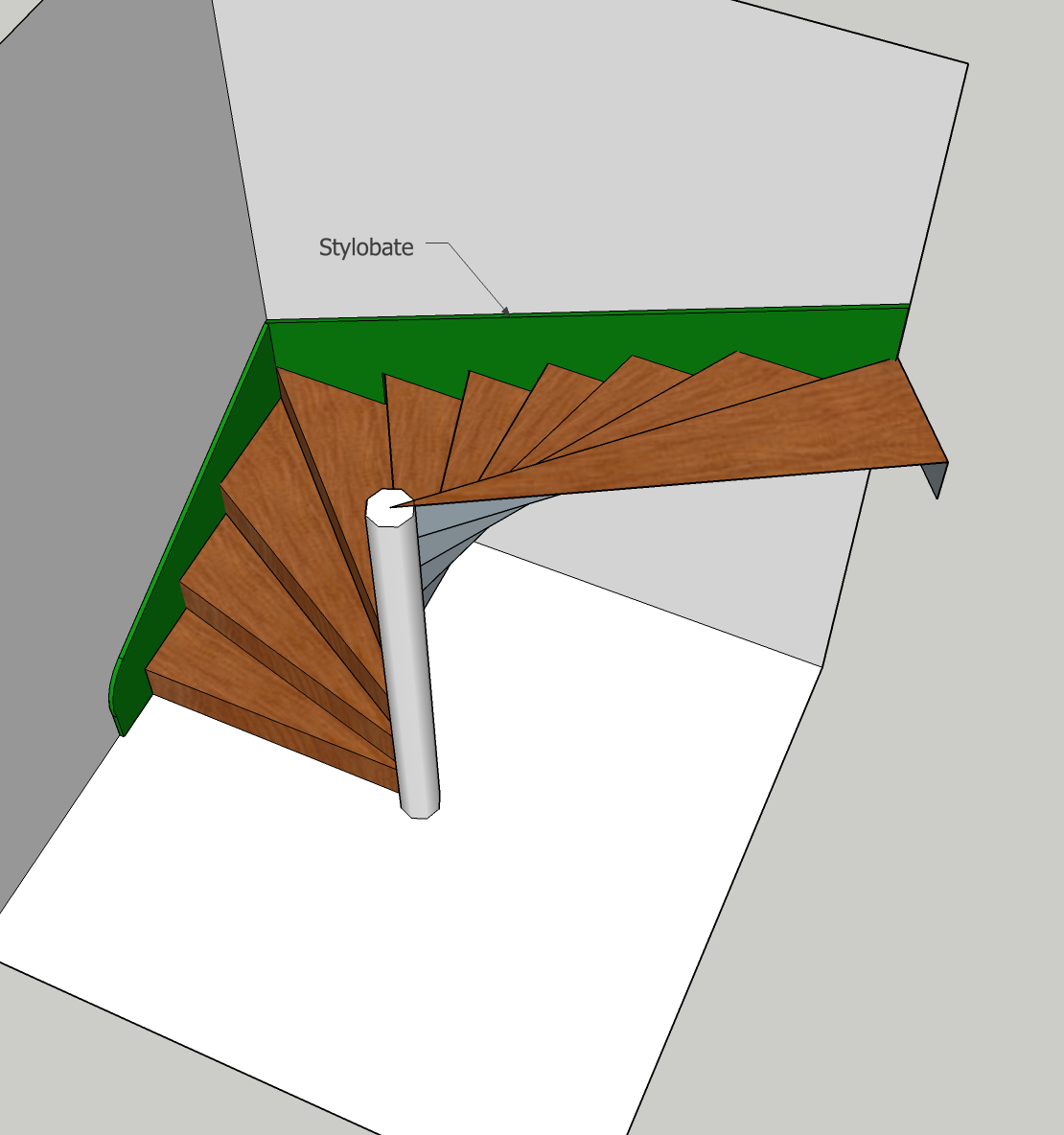
Stylobate d'escalier.